# Captain Beyond
Captain Beyond (deutsch etwa: der Kapitän dahinter oder darüber hinaus) ist eine US-amerikanische Progressive-Rock-Band, die 1971 in Los Angeles gegründet wurde, sich mehrfach auflöste und wieder zusammenfand.
Die Gründungsmitglieder von Captain Beyond waren Bobby Caldwell am Schlagzeug von Johnny Winter, Lee Dorman an der Bassgitarre von Iron Butterfly, Sänger Rod Evans von Deep Purple und Gitarrist Larry „El Rhino“ Reinhardt (* 1948; † 2. Januar 2012) von Iron Butterfly. Das erste Album war dem gerade verstorbenen Gitarristen Duane Allman gewidmet.
Nach ihrem zweiten Album 1973 Sufficiently Breathless löste sich die Band auf. 1976 wurde sie mit einem neuen Schlagzeuger wiedergegründet und nach Veröffentlichung des Albums Dawn Explosion 1978 erneut aufgelöst. Es folgten weitere Reinkarnationen. 2015 startete Caldwell mit neuen Mitgliedern einen erneuten Versuch und begannen zu touren. 2017 folgte ein Album mit Archivmaterial.
Captain Beyond erlangte innerhalb der Hardrock-Szene zwar einen gewissen Kultstatus, war jedoch kommerziell nie wirklich erfolgreich.

## Diskografie
Studioalben
- 1972: Captain Beyond (Capricorn Records)
- 1973: Sufficiently Breathless (Capricorn Records)
- 1977: Dawn Explosion (Warner Bros. Records)

Livealben
- 2002: Far Beyond a Distant Sun – Live Arlington, Texas (1973)[3]
  - Frozen Over Live (1973, Bootleg von Far Beyond a Distant Sun - Live Arlington, Texas in besserer Tonqualität.)
- 2013: Live In Texas - October 6, 1973 (Offizieller Bootleg, Reissue)[4]
- 2013: Live Anthology (Offizieller Bootleg)[5][6][7]
- 2016: Live In Montreux 1972: 04.30.72
- 2019: Live In Miami August 19, 1972
- 2019: Live In New York - July 30th, 1972

Singles und EPs
- 1972: Thousand Days Of Yesterday
- 1973: Sufficiently Breathless
- 2000: Night Train Calling
- 2019: Uranus Expressway

Kompilationen
- 2017: Lost & Found 1972-1973 (Purple Pyramid)